# Віллескоп
Віллескоп (нід. Willeskop) — селище в нідерландській провінції Утрехт. Входить до муніципалітету Монтфорт.
Його площа становить 1,83 км², а населення станом на 2021 рік складало 315 осіб.
Перша згадка про населений пункт датується 1282 роком.
До 1989 року мало статус окремого муніципалітету.

## Галерея

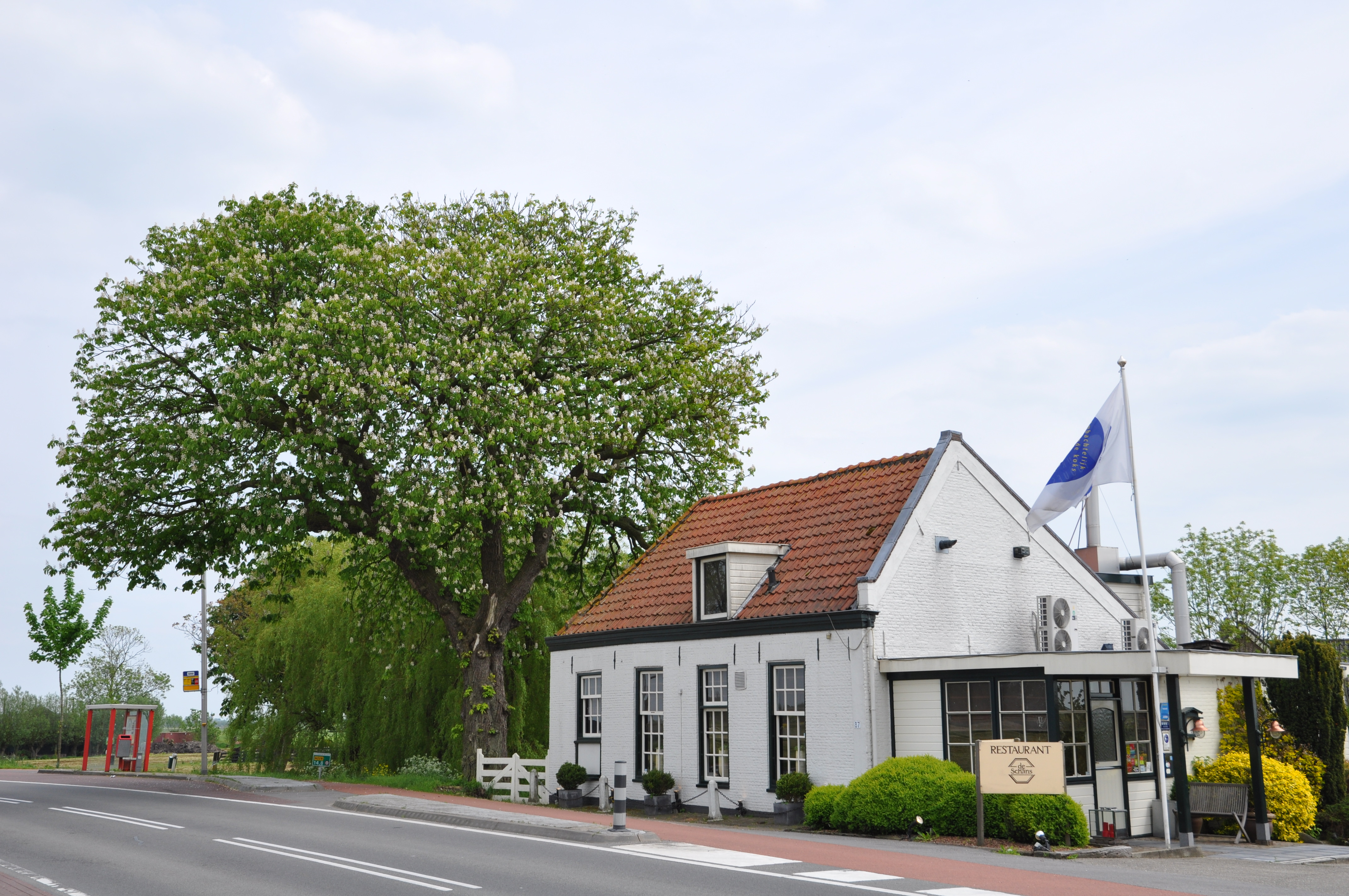
Ресторан
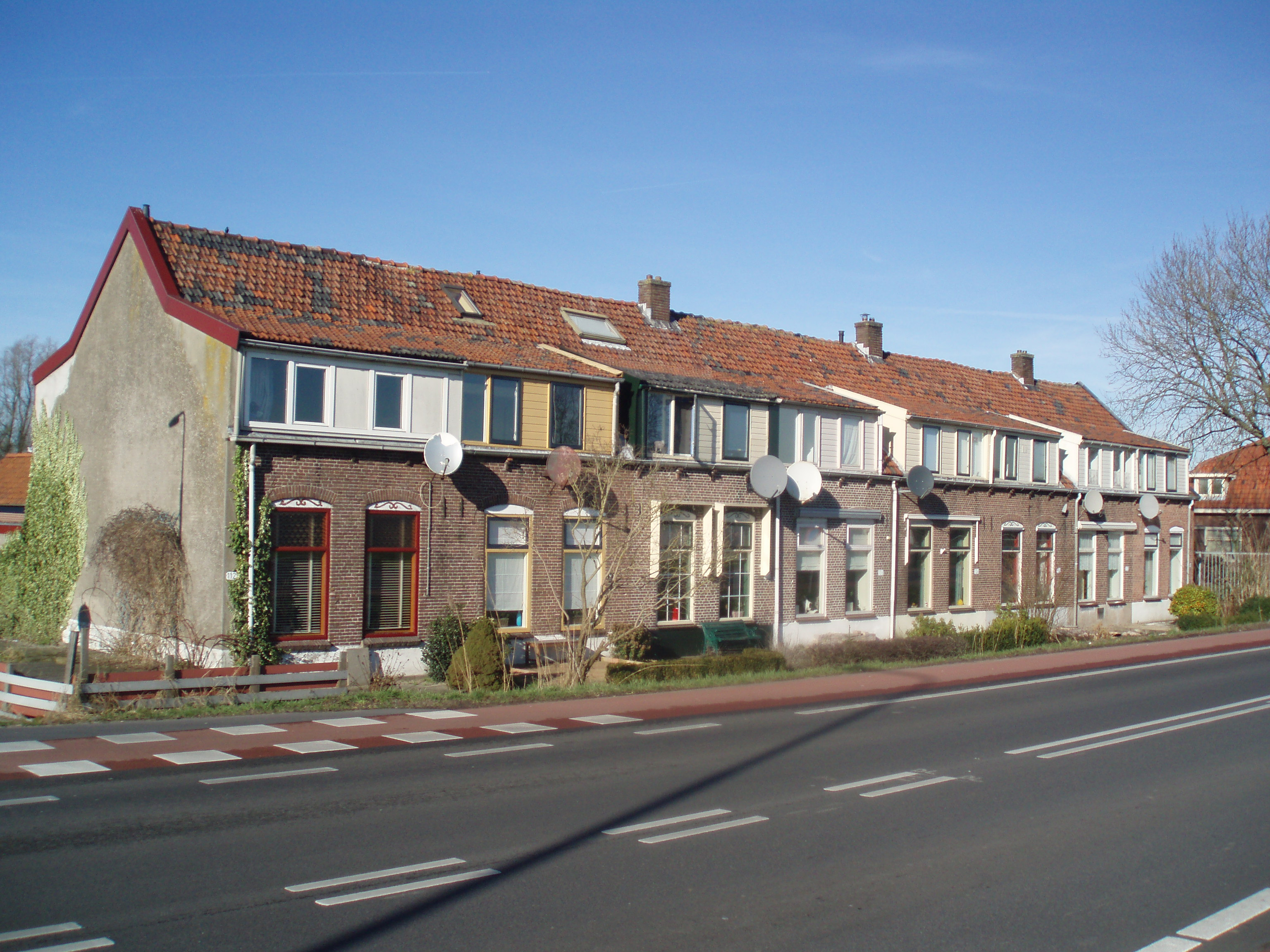
Житлова забудова
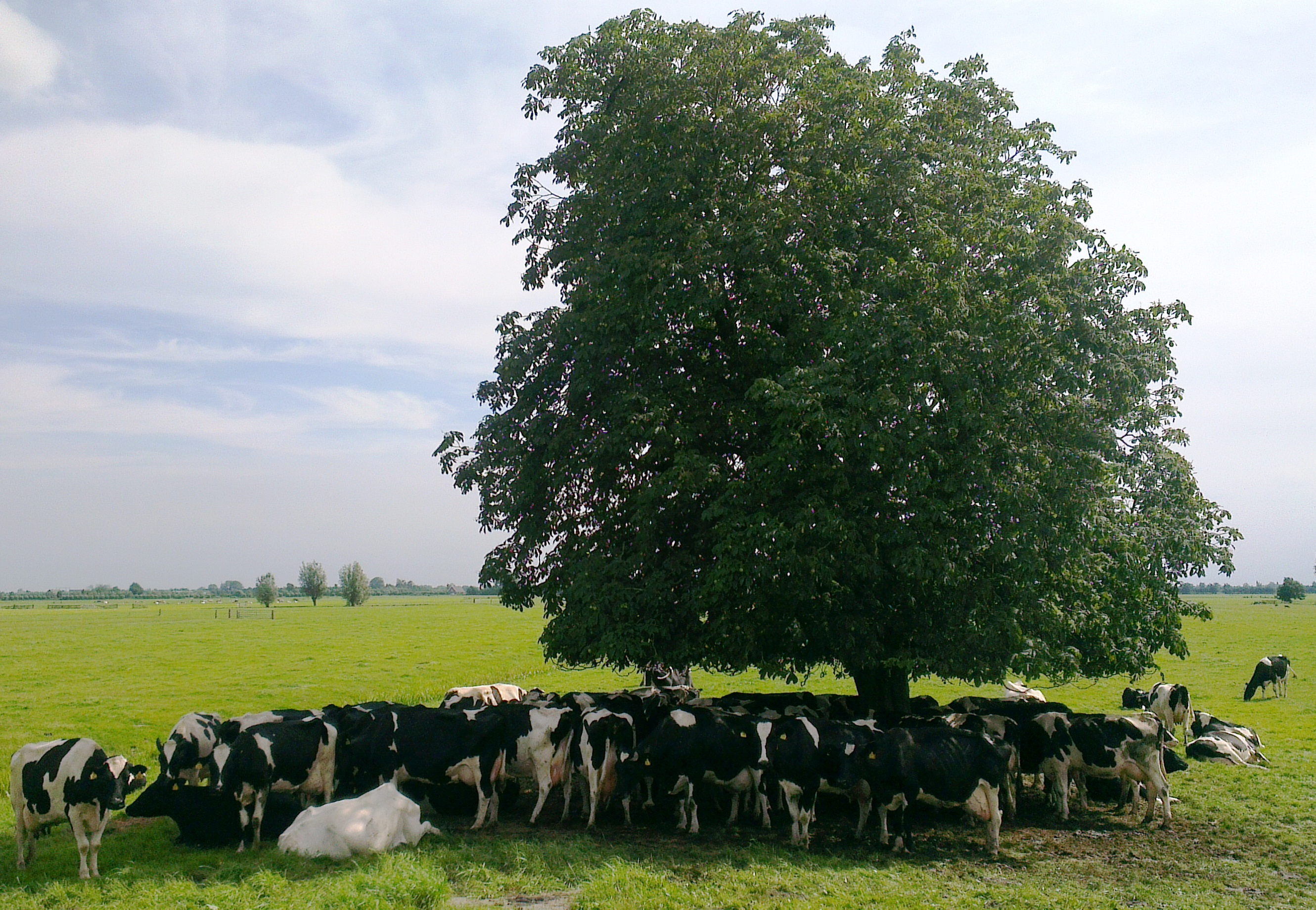
Пасовище біля селища
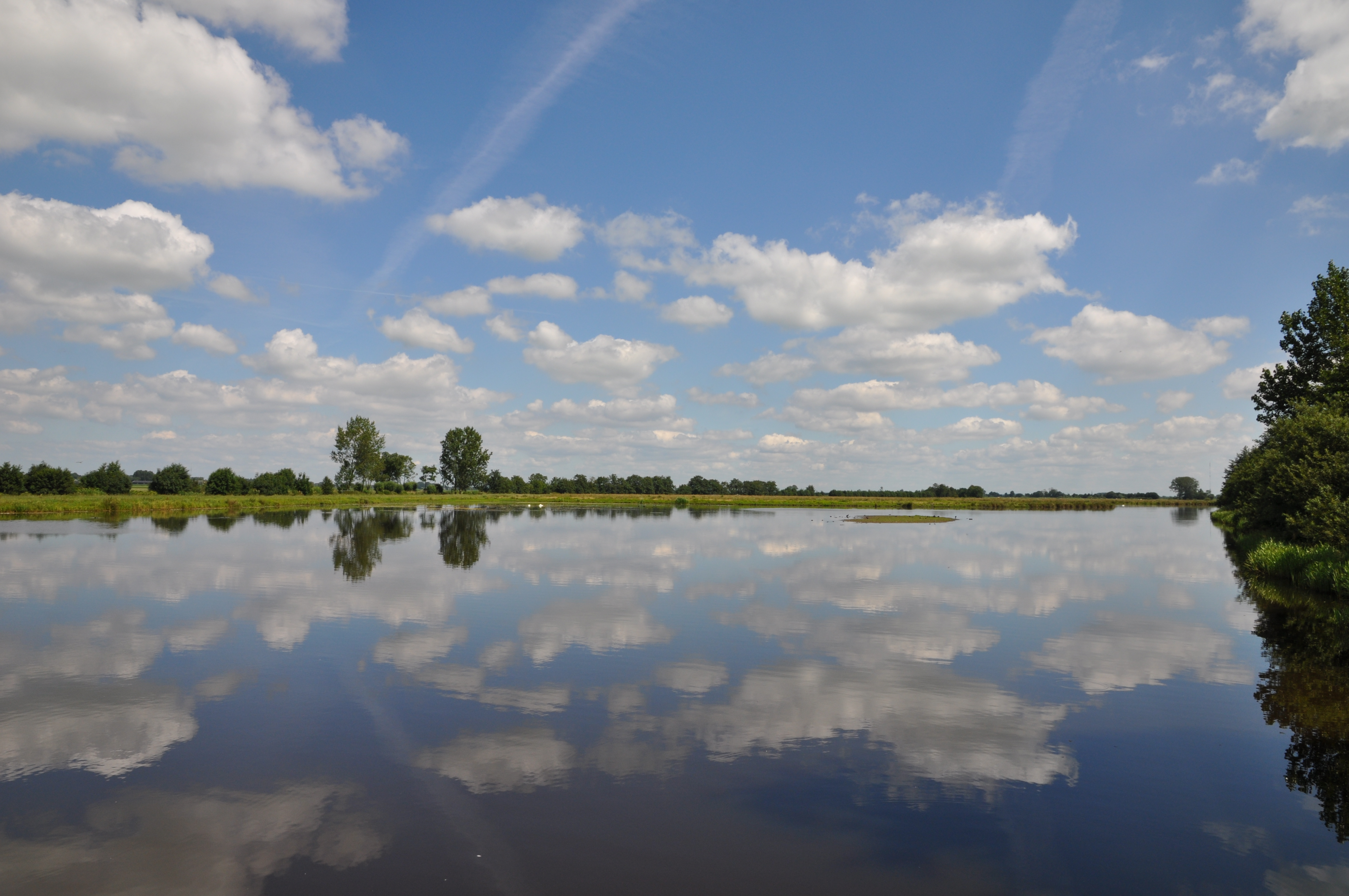
Природа навколо селища